# Psychotria everardii
Psychotria everardii är en måreväxtart som beskrevs av Herbert Fuller Wernham. Psychotria everardii ingår i släktet Psychotria och familjen måreväxter. Inga underarter finns listade i Catalogue of Life.